# ترانه ایام گذشته
ترانه ایام گذشته (ارمنی: Հին օրերի երգը) یک فیلم درام است محصول سال ۱۹۸۲، به کارگردانی آلبرت مکرتچیان

## بازیگران
- شاهوم قازاریان در نقش موشق
- فرونزیک مکرتچیان در نقش نیکول
- ورجالویس میریجانیان در نقش مادر هایاستان
- گوژ مانوکیان در نقش روبن
- آزاد گاسپاریان در نقش مسروپ
- نارینه باغداساریان در نقش ساتنیک
- آشوت آدامیان در نقش اوبرون
- گالیا نوونتس در نقش مادر اوبرون
- آلکساندر هوهانیسیان در نقش خورن
- آرتاشس گیوداکیان در نقش هوهانس
- هنریک آلاوردیان در نقش زاون
- سامول ستراکیان در نقش آرمن
- آروس آزناووریان در نقش وارتوش
- بی. گازازیان در نقش فروشنده
- یوگنی نرسیسیان در نقش آلمانی
- ام. توماسیان